# Austrocochlea
Austrocochlea is een geslacht van weekdieren uit de klasse van de Gastropoda (slakken).

## Soorten
- Austrocochlea brevis Parsons & Ward, 1994
- Austrocochlea constellata (Souverbie, 1863)
- Austrocochlea constricta (Lamarck, 1822)
- Austrocochlea diminuta (Hedley, 1912)
- Austrocochlea piperina (Philippi, 1849)
- Austrocochlea porcata (A. Adams, 1853)
- Austrocochlea rudis (Gray, 1826)
- Austrocochlea zeus (P. Fischer, 1874)